# 무도실무관
《무도실무관》(영어: Officer Black Belt)은 2024년 공개된 대한민국의 액션 코미디 영화이다. 김주환이 감독과 각본을 맡았다.

## 줄거리
태권도, 검도, 유도 도합 9단 무도 유단자 이정도(김우빈)가 보호관찰관 김선민(김성균)의 제안으로 범죄를 예방하기 위해 전자발찌 대상자들을 24시간 밀착 감시하는 ‘무도실무관'으로 함께 일하게 되면서 벌어지는 이야기를 그린 액션 영화

## 제작진

### 연출 & 각본
- 김주환 : ( 영화 《추격자》(마케팅부문), 영화 《동거, 동락》(마케팅부문), 영화 《GP506》(마케팅부문), 영화 《가루지기》(마케팅부문), 영화 《님은 먼 곳에》(마케팅부문), 영화 《고고70》(마케팅부문), 영화 《서양골동양과자점 앤티크》(마케팅부문), 영화 《쌍화점》(마케팅부문), 영화 《작전》(제작관리부문), 영화 《슬픔보다 더 슬픈 이야기》(제작관리부문), 영화 《거북이 달린다》(마케팅부문), 영화 《국가대표》(제작관리부문), 영화 《불신지옥》(마케팅부문), 영화 《이태원 살인사건》(마케팅부문), 영화 《불꽃처럼 나비처럼》(마케팅부문), 영화 《여배우들》(마케팅부문), 영화 《아빠가 여자를 좋아해》(마케팅부문), 영화 《의형제》(마케팅부문), 영화 《맨발의 꿈》(마케팅부문), 영화 《악마를 보았다》(마케팅부문), 영화 《불량남녀》(마케팅부문), 영화 《황해》(마케팅부문), 영화 《조선명탐정: 각시투구꽃의 비밀》(마케팅부문), 영화 《굿바이 마이 스마일》(제작&감독), 영화 《적과의 동침》(마케팅부문), 영화 《원더풀 라디오》(마케팅부문), 영화 《도둑들》(투자지원), 영화 《회사원》(투자지원), 영화 《내가 살인범이다》(투자지원), 영화 《박수건달》(투자지원), 영화 《은밀하게 위대하게》(투자지원), 영화 《코알라》(각본&감독), 영화 《동창생》(투자지원), 영화 《용의자》(투자지원), 영화 《안내견》(감독), 영화 《청년경찰》(각본&감독), 영화 《사자》(공동제작&각본&감독), 영화 《멍뭉이》(공동제작&각본&감독) 등 연출 및 집필 )

## 출연

### 주연
- 김우빈 : 이정도 역
- 김성균 : 김선민 역

### 조연
- 이현걸 : 강기중 역
- 박지열 : 조민조 역
- 이중옥 : 한병순 역
- 김요한 : 습기 역
- 강형석 : 강 작가 역
- 차왕현 : 지렁이 역
- 강승호 : 김민욱 역
- 손상연 : 이양호 역
- 김율호 : 최 경사 역
- 이명희 : 민조 모 역
- 이정귀 : 한동훈 역
- 우상기 : 민도웅 역
- 박종희 : 김금남 역
- 남지우 : 이종인 역
- 최환이 : 안중호 역
- 안채흠 : 이민주 역
- 이소원

### 특별출연
- 이해영 : 이상우 역
- 김지영 : 하선정 역
- 지진희 : 대통령 역
- 이정현 : 밀리터리샵 직원 역
- 권일용